# Hu Hanmin
Hu Hanmin (9 de diciembre de 1879-12 de mayo de 1936) fue un político chino, miembro del Kuomintang y destacado dirigente de su corriente conservadora. Estrecho colaborador de Sun Yat-sen, fue el primer gobernador de Cantón del periodo republicano. En 1924 alcanzó el principal puesto del Comité Ejecutivo Central del Kuomintang y pertenecía también al Consejo Político Central del partido. De septiembre de 1928 a febrero de 1931 presidió el Yuan Legislativo del Gobierno nacionalista.

## Orígenes
La familia de Hu provenía de la provincia de Jiangxi, pero su abuelo paterno se había trasladado a Cantón para servir como secretario privado de un funcionario imperial. El padre de Hu había trabajado también como secretario para diversos prefectos y funcionarios de distrito, lo que obligaba a la familia a mudarse frecuentemente. La madre de Hu provenía también de la provincia de Jiangxi y pertenecía a una familia intelectual. Hu nació el 9 de diciembre de 1879 en el distrito de la capital provincial, Cantón. Era el cuarto de siete hermanos, tres mujeres y cuatro varones.
Recibió una educación china clásica y luego pasó a Japón a continuar sus estudios. Ya de niño mostró habilidad en los estudios. Sus padres fallecieron pronto: el padre en 1891 y la madre dos años más tarde, cuando Hu apenas contaba quince años. Para ayudar al sustento familiar, tanto él como su hermano mayor —el único que sobrevivió a la infancia junto con su hermana menor— se dedicaron a ejercer como tutores privados desde 1894. Su perfil era el de un administrador y estudioso.

## Nacionalista y revolucionario
Disgustado por la derrota china en la primera guerra sino-japonesa e influido por los escritos patrióticos de la época Ming, comenzó a oponerse a la dinastía manchú reinante y a interesarse por el movimiento opositor encabezado por Sun Yat-sen. Decidido a unirse a este en Japón, trabajó como periodista en Cantón para pagarse el viaje, forjándose buena reputación como escritor. En 1900, aprobó además los exámenes imperiales para ingresar en la Administración Pública y poder revender el título para obtener fondos para el ansiado viaje. A principios de 1902, logró finalmente trasladarse a Japón e ingresó en un instituto de la capital, pero pocos meses después fue expulsado de él por participar en unas protestas.

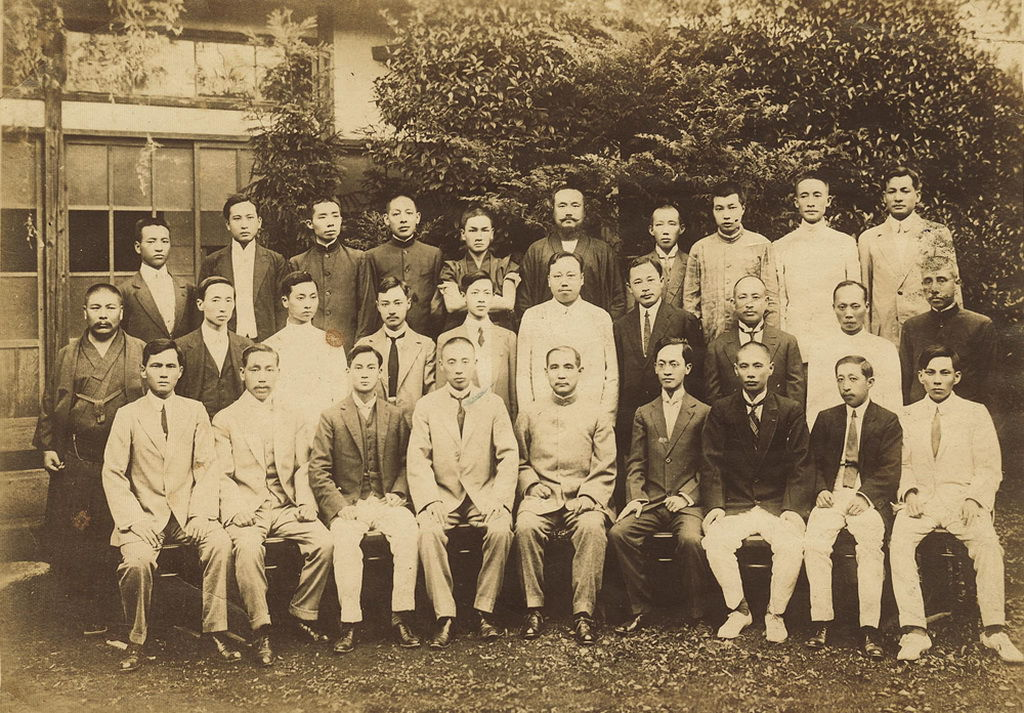
Retrato de grupo en Tokio, en 1915: en el centro, Sun Yat-sen. Sentado junto a él, a la derecha, con gafas, Hu Hanmin.

A finales de 1902, regresó a Cantón y comenzó a trabajar como redactor de un periódico. Crítico con la monarquía, pronto se hizo notar por las autoridades y tuvo que abandonar Cantón y establecerse en Jiangxi, donde se empleó como profesor en una escuela secundaria. En 1904, recién casado, regresó a Japón con un grupo de estudiantes chinos, entre los que se contaba Wang Jingwei, con el que forjó amistad y se matriculó en la Facultad de Derecho de la capital japonesa. A finales de agosto de 1905, recién vuelto de las vacaciones estivales que había pasado en China, se afilió a la Tongmenghui, sociedad revolucionaria que se había creado el 20 del mes. Poco después Sun Yat-sen nombró a Hu secretario de la oficina central del partido.
Conjugó sus estudios de Derecho, de los que se licenció en 1906, con sus escritos en la publicación del partido. En marzo de 1907, acompañó a Sun Yat-sen y otros miembros del partido a la Indochina francesa, donde se establecieron, expulsados de Japón por exigencia del Gobierno chino, que había protestado por las actividades subversivas de la organización de Sun. Sun envió a Hu a fomentar levantamientos en la provincia de Cantón, que estallaron efectivamente en la primavera y el otoño, pero fueron aplastados por las fuerzas gubernamentales. Retornó a Hanói en septiembre, antes de tratar de pasar a Guangxi en diciembre junto a Sun aprovechando un nuevo alzamiento antimanchú que, sin embargo, fue pronto desbaratado. Cuando las autoridades coloniales francesas expulsaron a Sun a petición del Gobierno de Pekín en marzo de 1908, Hu permaneció en Hanói. Tras varios meses en la clandestinidad, se unió a Sun en Singapur en julio. Este lo nombró responsable de la oficina del partido —sumido en una grave crisis por los continuos reveses militares que le habían infligido las autoridades imperiales chinas— para el sureste asiático, que se estableció en Singapur. En mayo de 1909, se trasladó a Hong Kong, por entonces colonia británica, para encabezar la nueva oficina del partido responsable de fomentar levantamientos en las provincias chinas meridionales y, en especial, ganarse la lealtad del ejército de Cantón.
Tras un nuevo fracaso militar en febrero de 1910, Hu partió a Singapur a recabar más fondos para nuevas actividades antigubernamentales. En noviembre participó en una conferencia del partido celebrada en Penang donde se decidió realizar una nueva intentona en Cantón; para recaudar fondos para realizarla, Hu marchó a Hong Kong en marzo de 1911. El plan se saldó con un nuevo fracaso de los revolucionarios a finales de abril, pero precipitó el victorioso Levantamiento de Wuchang de octubre. Hu se encontraba entonces en Hanói y se trasladó precipitadamente a Hong Kong al frente de un grupo de voluntarios para participar en los combates. Antes de que llegase a Cantón, las fuerzas imperiales capitularon y los rebeldes lo eligieron gobernador militar de la provincia el 9 de noviembre.

## Periodo republicano

### Yuan Shikai y los caudillos militares

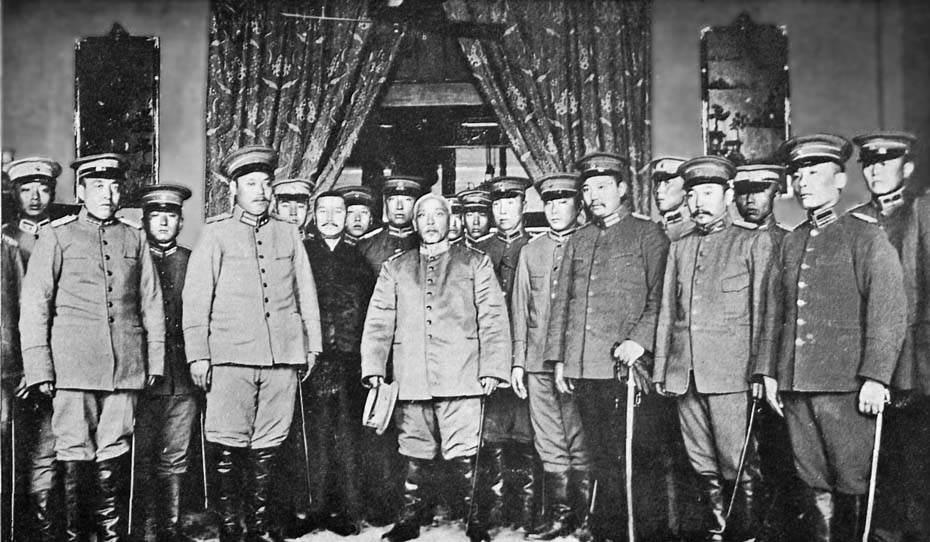
Yuan Shikai en su toma de posesión como presidente de la República de China en marzo de 1912. Yuan eliminó paulatinamente del poder al Kuomintang, incluido Hu, que perdió el gobierno militar de Cantón.

Tras la caída de la monarquía, encabezó el Gobierno revolucionario que se formó en Cantón. Por orden de Sun Yat-sen, abandonó el Gobierno de la provincia y lo acompañó en diciembre a Shanghái. Cuando Sun Yat-sen se proclamó presidente provisional de la nueva república el 1 de enero de 1912, eligió a Hu secretario principal. Tras renunciar Sun a la presidencia en favor de Yuan Shikai en febrero, Hu retomó su puesto de gobernador militar de Cantón a finales de abril. En junio de 1913, fue relevado del cargo por Yuan, empeñado en eliminar la influencia política del Kuomintang, organización que sustituyó a la Tomenghui. La destitución precipitó el estallido de la fallida Segunda Revolución, cuyo fracaso obligó a Sun, Hu y otros destacados revolucionarios a exiliarse en Japón.
Pasó gran parte de 1915 recaudando fondos en las Filipinas para emprender una campaña contra Yuan Shikai, que aspiraba a restaurar la monarquía y proclamarse emperador. Muerto Yuan en junio de 1916, Hu marchó a Pekín a tratar con el nuevo presidente, Li Yuanhong, en septiembre, como representante de Sun.
Tras la revuelta de los gobernadores militares del norte contra Li en mayo de 1917 y la disolución del Parlamento en junio, Sun Yat-sen estableció un Gobierno rebelde en Cantón con el apoyo de la Armada y de parte de los diputados de las Cortes disueltas por la fuerza. Hu asumió el cargo de ministro de Comunicaciones del Gobierno cantonés. Sin poder real en la provincia, sometida en realidad a la antigua camarilla de Guangxi, Sun y Hu la abandonaron y se trasladaron a Shanghái en mayo de 1918.
Pasó los siguientes dos años dedicado principalmente a la difusión de las ideas de Sun y a la exposición de su ideario político. Hu adoptó algunos aspectos del marxismo y del leninismo, en particular su lucha contra el imperialismo, que casaba con la aspiración del partido a crear un Estado independiente de las potencias, así como la necesidad de las distribución de la riqueza y el concepto de materialismo histórico. Trató también de encontrar precedentes en la literatura clásica china para al marxismo-leninismo.
Aunque inicialmente de izquierdas, fue adoptando una actitud política conservadora con el tiempo. De temperamento frío y distante y tolerante con la corrupción de sus dos hermanos, no era una figura política que gozase de las simpatías populares, a pesar de ser uno de los principales ideólogos republicanos.

### En Cantón

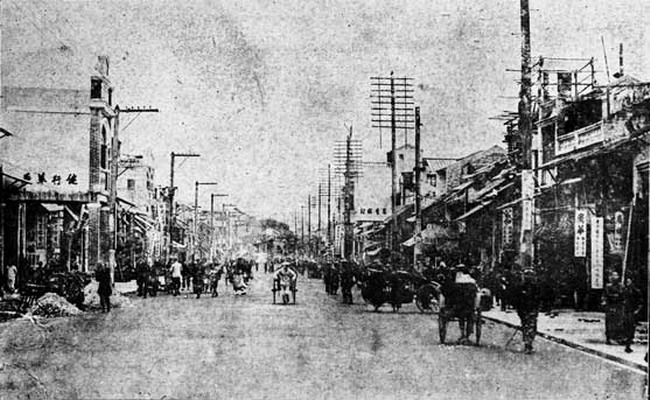
Cantón en 1920. Hu fungió intermitentemente como gobernador militar de la provincia, disputada entre Sun Yat-sen y diversos caudillos militares.

Cuando Sun recuperó la jefatura del Gobierno de Cantón en mayo de 1921, se nombró a Hu consejero principal de aquel, jefe de la oficina de asuntos civiles y del departamento político del Ejecutivo. Cuando Chen Jiongming se rebeló contra Sun en junio de 1922 y le obligó a huir de Cantón, Hu se encontraba en Shaoguan, al mando de las unidades que habían comenzado la expedición al norte que Sun había ordenado y por la que Chen, contrario, se había rebelado. Hu retiró las avanzadillas de Jiangxi y trasladó sus fuerzas a Fujian. Más tarde, se reunió con Sun en Shanghái, a donde este se había retirado. A finales de año, quedó encargado junto con Wang Jingwei de redactar la propuesta de reforma del partido decidida por Sun en septiembre. Cuando Sun recuperó el control de Cantón en febrero de 1923 gracias a las operaciones de los ejércitos de los caudillos militares de Yunnan y Guangxi, que le eran adictos, Hu retornó también a Cantón, pero abandonó el puesto de gobernador militar para permanecer exclusivamente como el principal consejero de Sun.

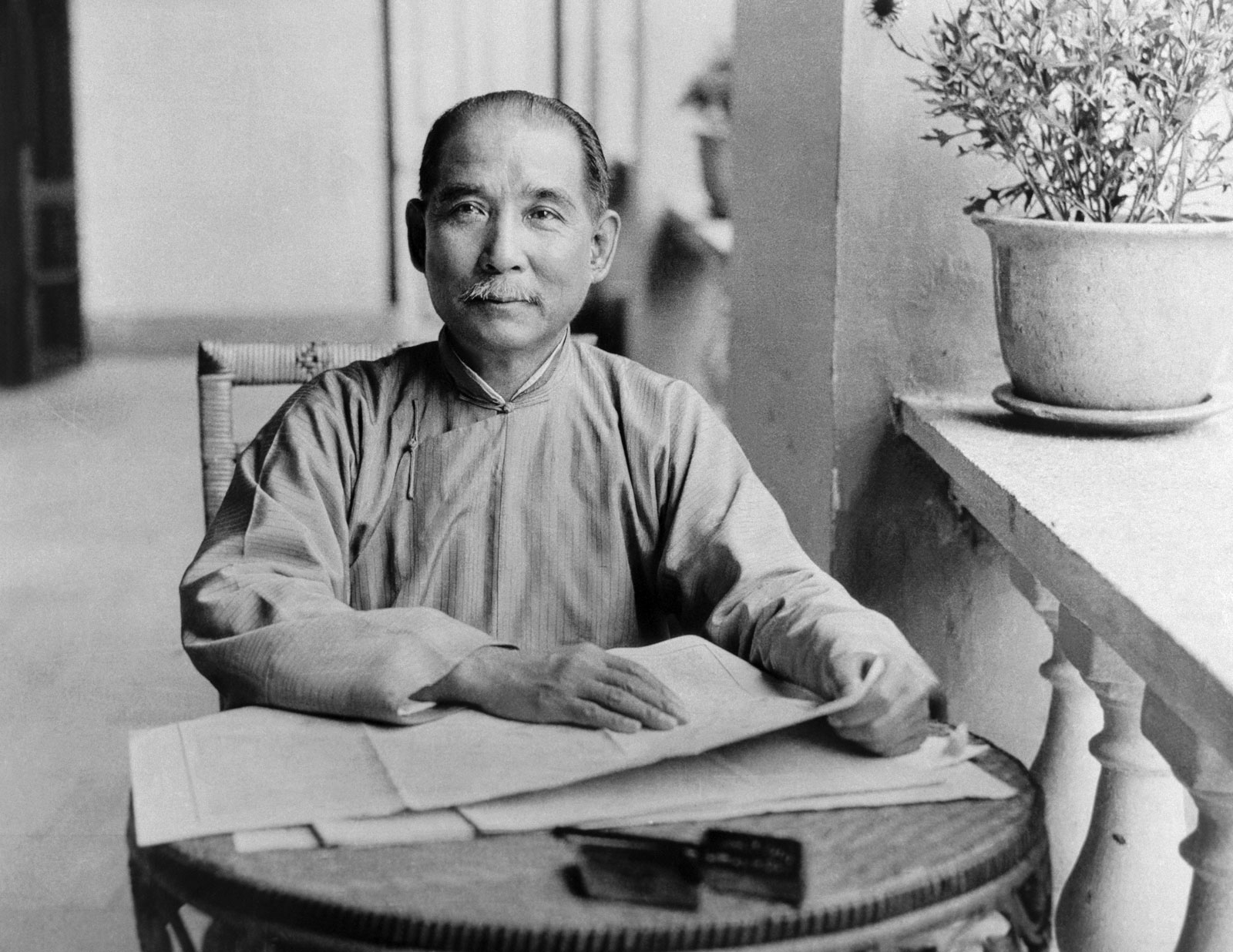
Sun Yat-sen en 1924, el año previo a su muerte. Empeñado en emprender la expedición para conquistar el norte del país, encargó a Hu las primeras operaciones militares de esta y más tarde lo dejó en Cantón como su sustituto al retomarlas una vez aplastada la rebelión de Chen Jiongming, contrario a la empresa.

En el primer congreso del Kuomintang, celebrado en enero de 1924 para reorganizar el partido según el modelo leninista, Hu fue elegido miembro del Comité Ejecutivo Central de la formación. En mayo de 1924, cuando se fundó la Academia Militar de Whampoa, devino uno de sus instructores políticos. Desde julio, pasó a formar parte del Consejo Político Central del partido. En septiembre, cuando Sun regresó a Shaoguan para retomar la frustrada expedición al norte, dejó a Hu como sustituto y volvió a nombrarlo gobernador militar de Cantón. De inmediato tuvo que enfrentarse a la rebelión de la unión local de comerciantes, apoyada por los británicos y Chen Jiongming, que fue finalmente aplastada en octubre.
Tras la muerte de Sun en marzo de 1925, tuvo que enfrentarse a una nueva rebelión, la de las unidades de Yunnan y Guangxi, que aplastó con firmeza en mayo, a pesar de la oposición del consejero soviético Mijaíl Borodin, contrario al uso de la fuerza contra ellas. En el Gobierno nacionalista formado en Cantón el 1 de julio de 1925, asumió la cartera de Asuntos Exteriores, una forma de arrumbarlo en un puesto sin importancia, ya que ninguna nación extranjera reconocía al Ejecutivo de Cantón. Ese mismo año, sin embargo, abandonó el puesto por sus inclinaciones conservadoras. El Gobierno se formó para tratar de resolver la cuestión de la sucesión de la dirección del partido una vez fallecido su carismático fundador. El nombramiento de Wang Jingwei como presidente llevó a la ruptura de relaciones entre él y Hu, antes estrechas. La renuncia al ministerio tuvo lugar a comienzos del otoño, tras el asesinato del ministro de Finanzas, supuestamente procomunista, del que se acusó a un primo de Hu. El Kuomintang lo envió en misión de estudio político y económico a la Unión Soviética, a donde llegó en octubre.
En febrero de 1926, asistió al tercer congreso de la Comintern y solicitó formalmente la admisión en ella del Kuomintang, solicitud que se soslayó. Mientras se encontraba en la URSS, fue reelegido miembro del Comité Ejecutivo Central y del Consejo Político Central en el segundo congreso del partido, dominado por Wang. En abril de 1926, regresó a Cantón después de la visita a la URSS, pero, acosado por Chiang Kai-shek que lo temía como rival político, poco después abandonó la ciudad y pasó a Hong Kong. Pasó luego a Shanghái, donde permaneció apartado de la política hasta la primavera de 1927.

### En Nankín
Ingresó en 1927 en el Gobierno de Nankín formado por Chiang para rivalizar con el más izquierdista de Wuhan. Fue nombrado su presidente el 18 de abril, puesto que ocupó hasta agosto, cuando regresó a Shanghái. Como presidente, ordenó el arresto de Borodin y de varios cientos de miembros del Partido Comunista de China. entre enero y agosto de 1928, realizó un viaje por Europa. De vuelta en Nankín en septiembre, en octubre asumió la presidencia del Yuan Legislativo, especie de Cortes que debatían y aprobaban leyes, controlaban la política exterior y los presupuestos.

## Dimisión y arresto

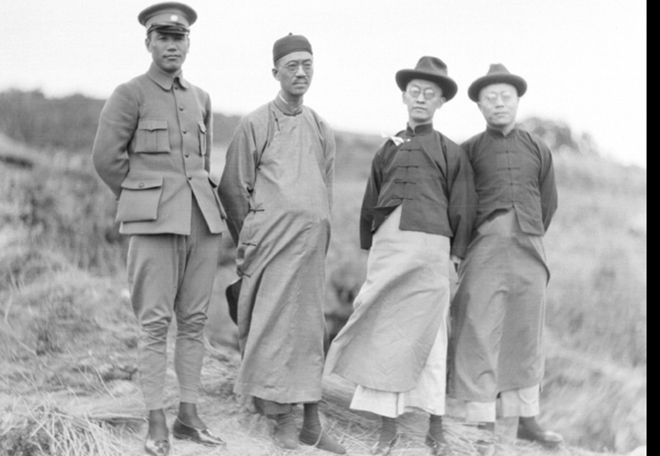
Hu, tercero por la izquierda, junto a Chiang Kai-shek, de uniforme, en 1929.

Contrario a realizar concesiones a los derrotados Feng Yuxiang, Yan Xishan y Wang Jingwei y convocar una asamblea nacional que redactase una nueva Constitución —acción que contaba con el respaldo de Chiang Kai-shek—, Hu dimitió de su cargo de presidente del Yuan Ejecutivo el 28 de febrero de 1931. Hu defendía la necesidad de mantener una dictadura de partido único, de acuerdo a su interpretación de los principios políticos de Sun Yat-sen. Deseaba además someter el Gobierno y el Ejército al control del partido. De inmediato, Chiang lo retuvo en arresto domiciliario antes de enviarlo a una localidad cercana a la capital, Nankín. Chiang lo liberó el 14 de octubre, y accedió a las exigencias de los estudiantes de negociar con el Gobierno rival que había surgido en Cantón el 28 de mayo. Este Gobierno rival había aparecido como reacción de algunas importantes figuras del Kuomintang a la detención de Hu. El incidente de Mukden y la crisis política consiguiente motivaron la liberación de Hu, que se reunió con Chiang, Wang Jingwei y Sun Fo en Shanghái para tratar sobre la situación. Únicamente la amenaza japonesa evitó una nueva guerra civil entre Cantón y Nankín.

## Últimos años y fallecimiento
Una vez puesto en libertad, Hu se instaló en Hong Kong a finales de 1931. Desde allí alentó la actitud autonomista de los caudillos que controlaban Guangxi y Cantón frente al Gobierno de Nankín. A partir de febrero de 1933, se dedicó a publicar su ideario político en una nueva revista mensual, que consideraba la interpretación correcta de la teoría política de Sun Yat-sen, del que se consideraba heredero. Contrario a la política de Chiang Kai-shek, condenó, empero, la revuelta contra él que estalló en Fujian en noviembre de 1933.
En junio de 1935, emprendió un largo viaje por Europa, del que regresó a comienzos de 1936. Mientras estaba de viaje, se celebró el quinto congreso del Kuomintang, en el que resultó elegido nuevamente miembro del Comité Ejecutivo Central. Antes de poder regresar a la capital para retomar la actividad política, falleció. Murió de una apoplejía en Cantón en la primavera de 1936, el 12 de mayo. Se lo enterró en Cantón el 13 de julio, tras un funeral de Estado.